# موش‌های برزخ
موش‌های برزخ (نام علمی: Isthmomys) نام یک سرده از زیرخانواده سینی‌دندانیان است.

## گونه‌ها
- Yellow isthmus rat (Isthmomys flavidus)
- Mount Pirri isthmus rat (Isthmomys pirrensis)